# Suwon World Cup Stadium
O Suwon World Cup Stadium (Estádio da Copa do Mundo de Suwon), também conhecido como Big Bird Stadium (Estádio Grande Pássaro) é um estádio localizado em Suwon, na Coreia do Sul.
Inaugurado em Maio de 2001, tem capacidade para 43.288 torcedores. Foi utilizado para três jogos da Copa das Confederações de 2001 e para quatro jogos da Copa do Mundo de 2002.
Atualmente é utilizado pelo Suwon Samsung Bluewings, time de futebol da K-League.

## Jogos da Copa das Confederações de 2001
- 30 de Maio: Grupo A -  México 0 - 2  Austrália
- 3 de Junho: Grupo A -  Coreia do Sul 1 - 0  Austrália
- 7 de Junho: Semi-Final -  França 2 - 1  Brasil

## Jogos da Copa do Mundo de 2002
- 5 de Junho: Grupo D -  Estados Unidos 3 - 2  Portugal
- 11 de Junho: Grupo A -  Senegal 3 - 3  Uruguai
- 13 de Junho: Grupo C -  Costa Rica 2 - 5  Brasil
- 16 de Junho: Oitavas de Final -  Espanha 1 - 1  Irlanda (3 - 2 nos Penâltis)